# Рокита, Ян (политик)
Ян Влади́слав Роки́та (пол. Jan Władysław Rokita, также пользовался именами Jan Maria, 18 июня 1959 года, Краков) — польский политик, депутат Сейма X, I, II, III, IV и V созыввов (с 1989 по 2007 год).

## Биография

### Ранние годы
Сын Тадеуша Рокиты и Адели Рокиты (урожденной Вайдович). Окончил юридический факультет Ягеллонского Университета. В 1980-х годах был членом Независимого союза студентов и активистом оппозиционного движения «Свобода и мир» организаций антикоммунистического и пацифистского характера. После 1980 года вступил в «Солидарность», был председателем этого профсоюза в Ягеллонском университете.
В период военного положения интернирован с 23 января 1982 года по 2 июля 1982 года. В мае 1986 года вновь арестован сотрудниками Службы государственной безопасности. В период ареста у него были силой взяты отпечатки пальцев и совершён ряд других противоправных действий, которые были успешно обжалованы в Верховном суде.

### 1989—2001 годы
Принимал участие в заседаниях «Круглого стола» в качестве представителя «Солидарности». В 1989 году избран членом Сейма ПНР X созыва (так называемого «Контрактного Сейма»). Был членом и вице-председателем Гражданского парламентского клуба, возглавлял специальную комиссию Сейма по расследованию деятельности Министерства внутренних дел, которая рассматривала архивов бывшей Службы безопасности. Был автором «рапорта Рокиты» — итогового доклада о работе комиссии.
В 1990 году стал сооснователем Гражданского движения «Демократическая акция», затем вступил в Демократический союз, где представлял его правое крыло. В том же году избран в Сейм РП I созыва. В правительстве Ханны Сухоцкой занимал должность министра — шефа Кабинета министров. Занимался планированием административной реформы.
После падения правительства и досрочных выборов в 1993 году стал членом Сейма II созыва от Демократического союза, в 1994 года вступил в новообразованную партию «Союз свободы». В 1995 году стал одним из соавторов «Инициативы 3/4», целью которой было поражение Александра Квасневского на президентских выборах в том же году. Открыто выступал против Яцека Куроня — официального кандидата «Союза свободы».
В январе 1997 года вышел из «Союза свободы» и стал сооснователем «Консервативно-народной партии», которая присоединилась к Избирательному движению «Солидарность». По списку избирательного комитета Мариана Кшаклевского вошел в Сейм III созыва, был председателем Комиссии администрации и внутренних дел и одним из авторов реформы местного самоуправления правительства Ежи Бузека. В 2000 году избран председателем «Консервативно-народной партии» вместо Мирослава Стычня. Выступал против кандидатуры Мариана Кшаклевского на президентских выборах 2000 года.

### 2001—2005 годы
После создания «Гражданской платформы» в январе 2001 года был противником присоединения к ней Консервативно-народной партии, однако через несколько месяцев изменил свое мнение и вступил в новую партию.
В сентябре 2001 года избран депутатом Сейма IV созыва, получив 20 251 голосов в краковском избирательном округе. В 2002 году баллотировался на пост мэра Кракова, но проиграл кандидата «Союза демократических левых сил» и «Крестьянской партии» Яцеку Майхровскому и Юзефу Ляссоте из «Союза свободы». С первого национального съезда «Гражданской платформы» в июне 2003 года и до конца четвёртого созыва Сейма в 2005 году занимал пост председателя парламентской фракции этой партии. Работал в парламентской Комиссии администрации и внутренних дел.
Приобрел популярность благодаря деятельности в Комиссии по расследованию «аферы Рывина» — первой следственной комиссии Сейма, заседания которой транслировались в прямом эфире.
В сентябре 2003 года призвал правительство Лешека Миллера отстаивать систему принятия решений в Европейском Союзе, установленную Ниццским договором. В ходе парламентских дебатов использовал формулировку Nicea o muerte — «Ницца или смерть». В 2004 году дал Михалу Карновскому и Петру Зарембе обширное интервью, которое было впоследствии опубликовано в виде книги «Алфавит Рокиты».

### 2005—2007 годы
На парламентских выборах в сентябре 2005 года получил 72 145 голосов и в шестой раз подряд получил депутатский мандат в Сейме V созыва. Считался сторонником создания коалиционного правительства с партией «Право и справедливость».
В октябре 2006 года после раскрытия информации из так называемого «шкафа Лесяка» премьер-министр Ярослав Качиньский пришел к выводу, что в период работы на посту главы канцелярии премьер-министра Ян Рокита должен был знать о наблюдении за оппозицией. Выступая перед судом, однако, Качиньский не выдвинул этих обвинений. Годом ранее в интервью изданию «Gazeta Wyborcza» он заявил, что, исходя из материалов дела о наблюдении за правыми силами, «никому из Гражданской платформы нельзя предъявить никаких обвинений».
На выборах мэра Кракова 2006 года вместе с группой парламентариев «Гражданской платформы» из Кракова поддержал во втором туре Рышарда Терлецкого.
28 января 2007 года публично рассказал о достижениях возтак «Теневого кабинета Гражданской платформы» под своим руководством без консультаций с руководством партии и другими его членами.
13 июля 2007 года был приговорен судом первой инстанции к штрафу в размере 5000 злотых за то, что назвал Гжегожа Вечежака «очень известным преступником».
14 сентября того же года в передаче «Герой недели» на телеканале TVN24 заявил, что он не будет участвовать в досрочных парламентских выборах и уходит из активной политики. Решение было мотивировано назначением его жены — Нелли Рокиты — на пост советника президента Леха Качиньского по делам женщин несколькими часами ранее.

### После 2007 года
10 декабря 2007 года варшавский окружной суд обязал Яна Рокиту извиниться перед прокурором и бывшим начальником полиции Конрадом Корнатовским, которого тот назвал «исключительно подлым прокурором, который позорит польскую полицию».
В 2008 году вместе с Рафалом Дуткевичем, Рафалом Матыей и Казимежем Уяздовским создал интернет-портала Polska XXI. Осенью того же года стал политическим обозревателем польской газеты «Dziennik».
В связи с инцидентом 10 февраля 2009 года в самолёте линии Lufthansa прокурор города Ландсхут (Германия) обвинил Рокиту в возмущении спокойствия и сопротивления полиции. В августе того же года на Рокиту был наложен штраф в размере 3000 евро.
После неуплаты штрафа в Германии был издан ордер на его арест.
В январе 2009 года завершил сотрудничество с изданием Dziennik, в марте 2012 года стал фельетонистом газеты "Dziennik Polski, а в декабре 2013 года — публицистом журнала W Sieci. В том же году исключен из Гражданской платформы за неуплату членских взносов.
С 2014 года — комментатор телеканала TVN24 Biznes i Świat, поддерживал избирательный комитет Polska Razem на выборах в Европарламент. В 2018 году призвал голосовать за Малгожату Вассерман, а в 2019 году — на Кшиштофа Мазура, представлявших «Право и справедливость», а также поддерживал отдельные инициативы этой партии.

## Награды
- Командорский крест Ордена Возрождения Польши (2008);[2]
- Премия Киселя (2003);
- «Человек Года» еженедельника Wprost (2003);
- Медаль «Несгибаемым в слове» (11 декабря 2011)[16].

## Частная жизнь
Первой женой Яна Рокиты (гражданский брак) была журналист и писатель Катажина Циммерер. Второй женой является Нелли Рокита, депутат Сейма шестого созыва от партии «Право и справедливость»), немка из бывшего СССР, имеющая дочь от первого брака.